# 王守恂
王守恂（1865年—1937年），字仁安，又字纫庵，号筱槐、阮南，晚年署拙老人，直隸省天津府天津縣人，清朝政治人物、同進士出身。

## 生平
早年師事范当世。光緒二十四年（1898年），参加光緒戊戌科殿試，登進士三甲15名。同年五月，以主事分部学习。1917年1月，出任钱塘道尹一职，是年11月離職。在杭州与李叔同有交往。1937年卒。